# Les Héritiers (série télévisée, 1976)
Pour les articles homonymes, voir Les Héritiers.
Le Riche et le Pauvre
Les Héritiers (Rich Man, Poor Man - Book II) est un feuilleton télévisé américain en 21 épisodes de 50 minutes et un épisode de 90 minutes, créé d'après le roman éponyme d'Irwin Shaw et diffusé entre le 21 septembre 1976 et le 8 mars 1977 sur le réseau ABC.
En France, le feuilleton a été diffusé à partir du 13 janvier 1979 sur TF1. Il reste inédit dans les autres pays francophones.

## Synopsis
Ce feuilleton est la suite de Le Riche et le Pauvre. Il raconte le parcours du fils de Tom Jordache et du beau-fils de Rudy Jordache aux destins/caractères quelque peu similaires à ceux de leurs parents respectifs, l'un essayant de venger la mort de son père et l'autre essayant de réussir dans la vie au détriment de certaines règles de la morale, tout cela dans l’Amérique des années 60/70.

## Distribution
- Peter Strauss (VF : Jean-Pierre Dorat) : Rudy Jordache
- Gregg Henry (VF : Dominique Collignon-Maurin) : Wesley Jordache
- James Carroll Jordan (pl) (VF : Pierre Guillermo) : Billy Abbott
- William Smith (VF : Marc de Georgi) : Falconetti / Bill Fallon
- Kay Lenz (VF : Isabelle Ganz) : Kate Jordache
- Dimitra Arliss (VF : Nelly Benedetti) : Maria Falconetti
- Peter Haskell (en) (VF : Roland Ménard) : Charles Estep
- Laraine Stephens (VF : Liliane Patrick) : Claire Estep
- G. D. Spradlin (VF : Jean Berger) : Sénateur Dillon
- Barry Sullivan (VF : Jacques Berthier) : Sénateur Paxton
- Susan Sullivan (VF : Perrette Pradier) : Maggie Porter
- Kimberly Beck : Diane Porter
- John Anderson (VF : Georges Atlas) : John « Scotty » Scott
- Penny Peyser (en) (VF : Sylvie Feit) : Ramona Scott
- Cassie Yates (en) (VF : Annie Ballestra) : Annie Adams
- Ken Swofford (VF : Serge Sauvion ou Yves-Marie Maurin) : Al Barber
- Herbert Jefferson Jr. (VF : Med Hondo) : Roy Dwyer
- Dick Sargent (VF : Marc Cassot) : Eddie Heath
- Peter Donat (VF : William Sabatier) : Arthur Raymond
- Colleen Camp (VF : Francine Lainé) : Vickie St. John
- Madeleine Sherwood : Mrs Hunt
- Ray Milland : Duncan Calderwood
- Van Johnson : Marsh Goodwin
- James Sikking : Matthew Downey
- Susan Blakely (VF : Jocelyne Darche) : Julie Prescott

 Source et légende : version française (VF) sur RS Doublage

## Épisodes
Les épisodes en version originale sont numérotés de Chapter I à Chapter XXI.